# 莫因·库雷希
莫因·库雷希（1930年6月26日—2016年11月22日），巴基斯坦政治人物，第17任巴基斯坦总理，曾擔任世界銀行副總裁。